# توماس إدوارد سيمبسون
توماس إدوارد سيمبسون هو سياسي كندي، ولد في 10 أغسطس 1873، وتوفي في 16 يوليو 1951. انتخب عضو مجلس العموم الكندي.